# Дижонский собор
Собор Святого Венигна (фр. Cathédrale Saint-Bénigne de Dijon) — кафедральный собор в Дижоне, национальный памятник Франции, одна из главных достопримечательностей города.
Собор построен в готическом стиле между 1280 и 1325 годами на месте более ранней церкви V—VI века, пострадавшей от пожаров и землетрясения. Освящён 9 апреля 1393 года в честь святого Венигна, раннехристианского святого, принявшего мученическую смерть в Бургундии. Под руководством Гуго Аркского, выходца из знатной местной семьи, сооружение возводилось сравнительно быстро, но после смерти его в 1300 году строительство замедлилось.
Аббатство было секуляризовано во время Французской революции, но церковь в 1792 году стала собором епархии Дижона, в 2002 году получившей статус архиепархии, хотя её ротонда была уничтожена.
В соборе находится часть мощей Святого Венигна, также там похоронен Филипп III Добрый.

## Галерея

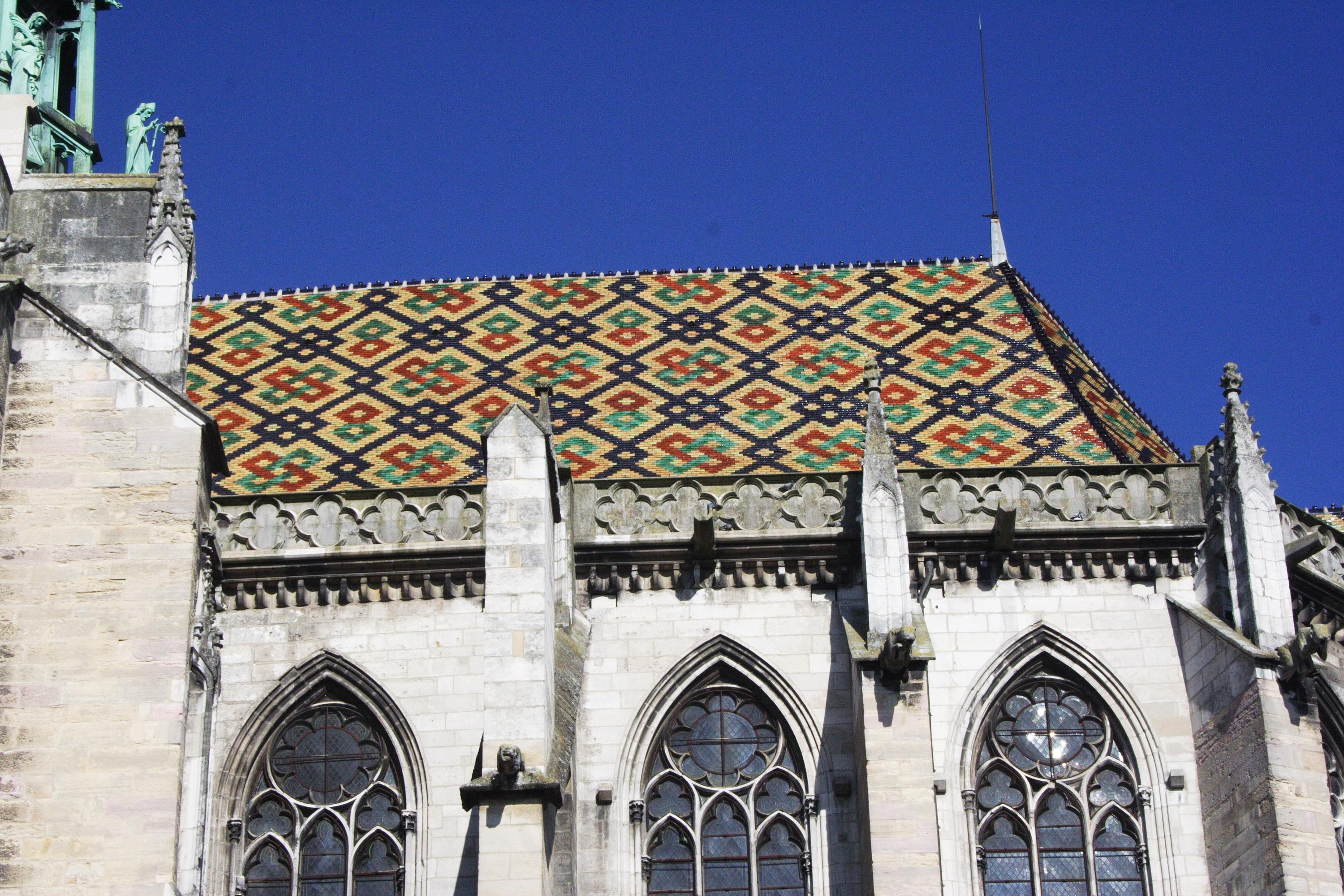
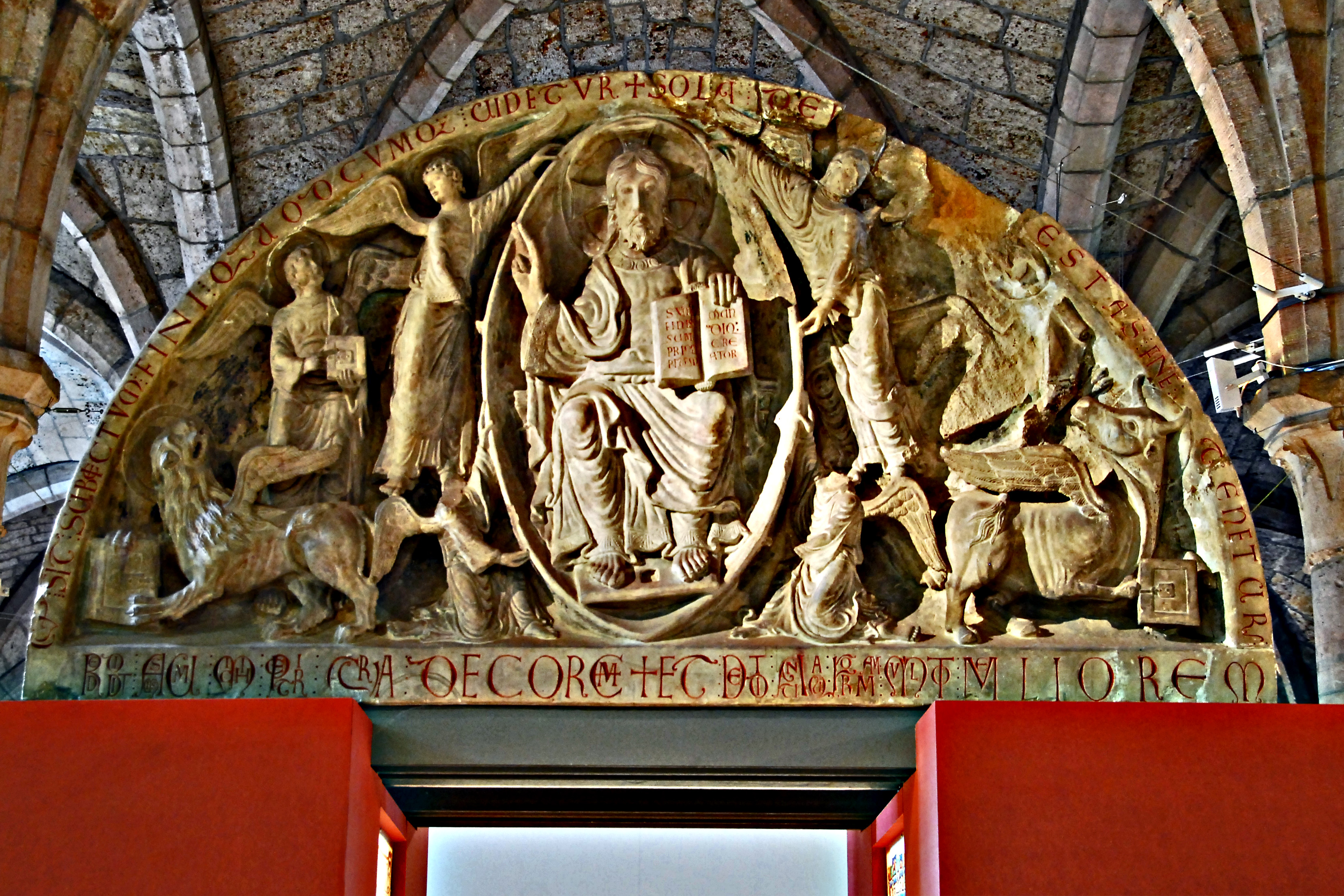
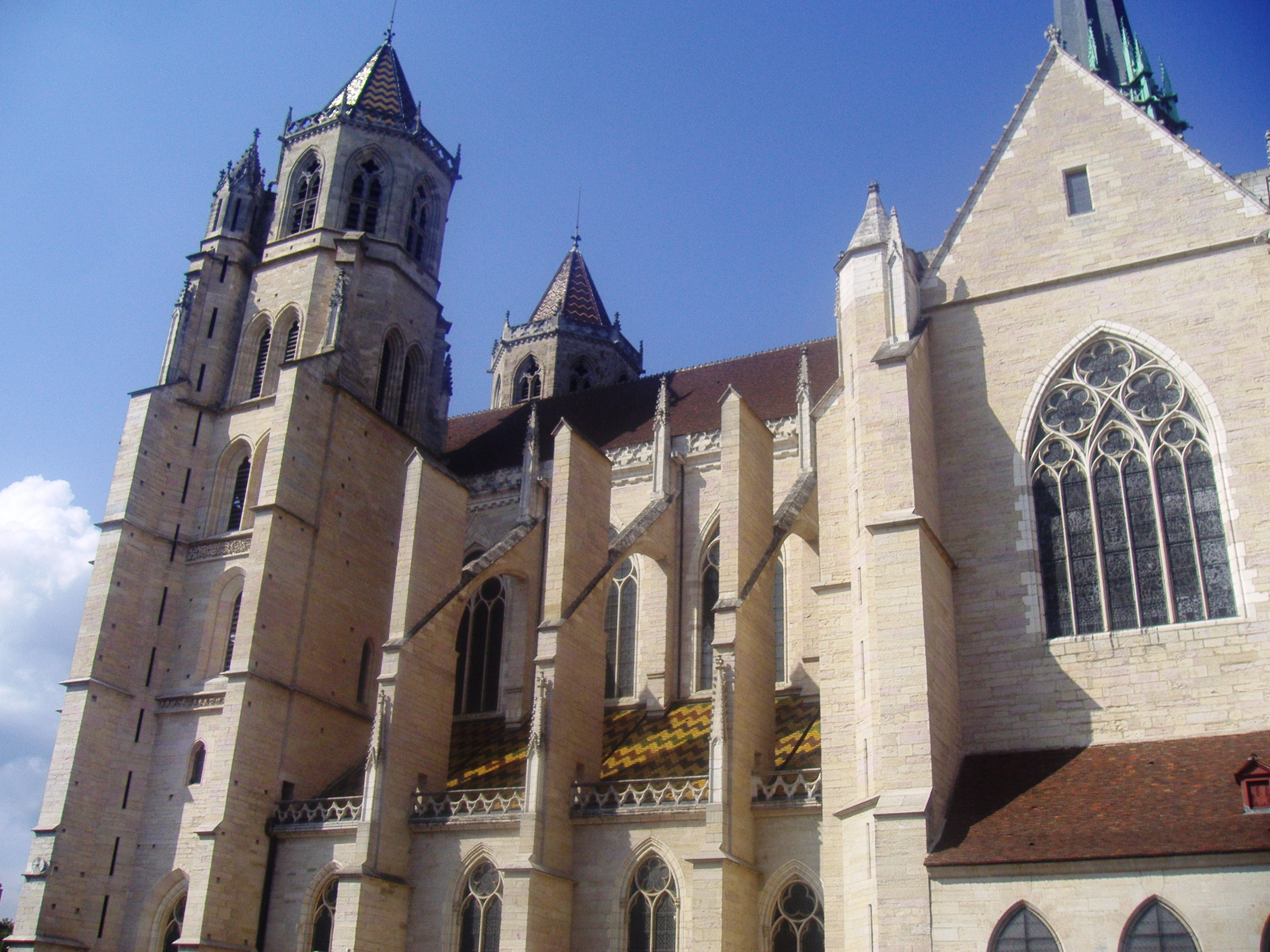
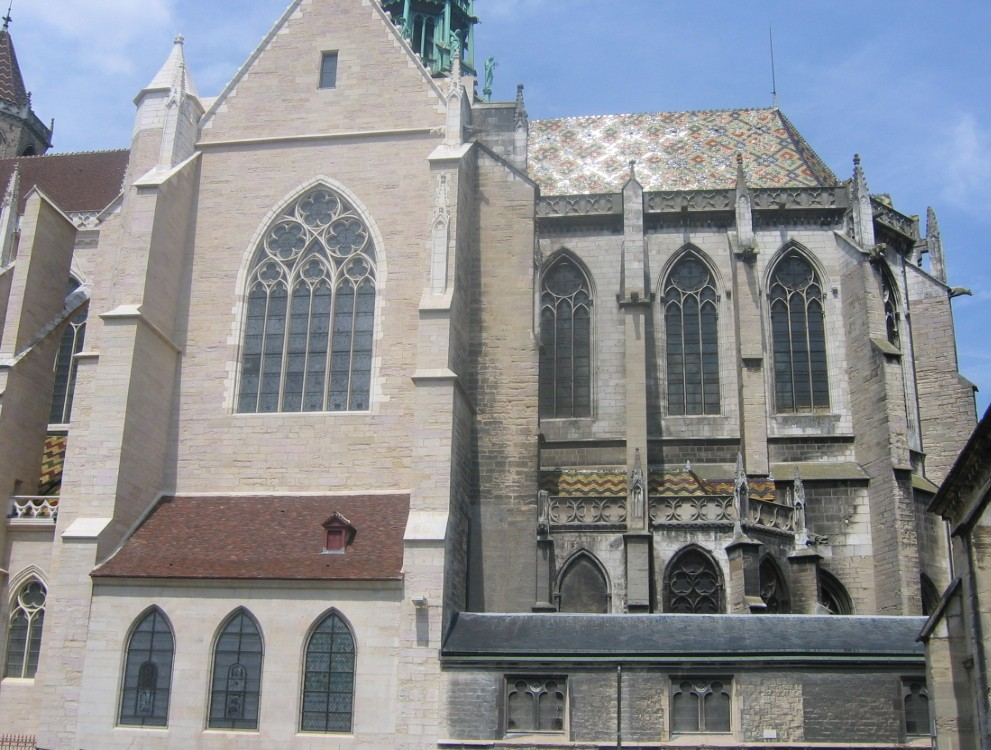